# Rio Bulac
O Rio Bulac é um rio da Romênia afluente do Rio Luncani, localizado no distrito de Hunedoara.